# Schaffhausen (stacja kolejowa)
Schaffhausen – główna stacja kolejowa w Szafuzie, w kantonie Szafuza, w Szwajcarii, jest stacją końcową Rheinfallbahn i Seelinie. Jest to ważny węzeł kolejowy o znaczeniu ponadregionalnym.
Stacja zlokalizowana jest w centrum miasta, przy Bahnhofstraße .

## Połączenia

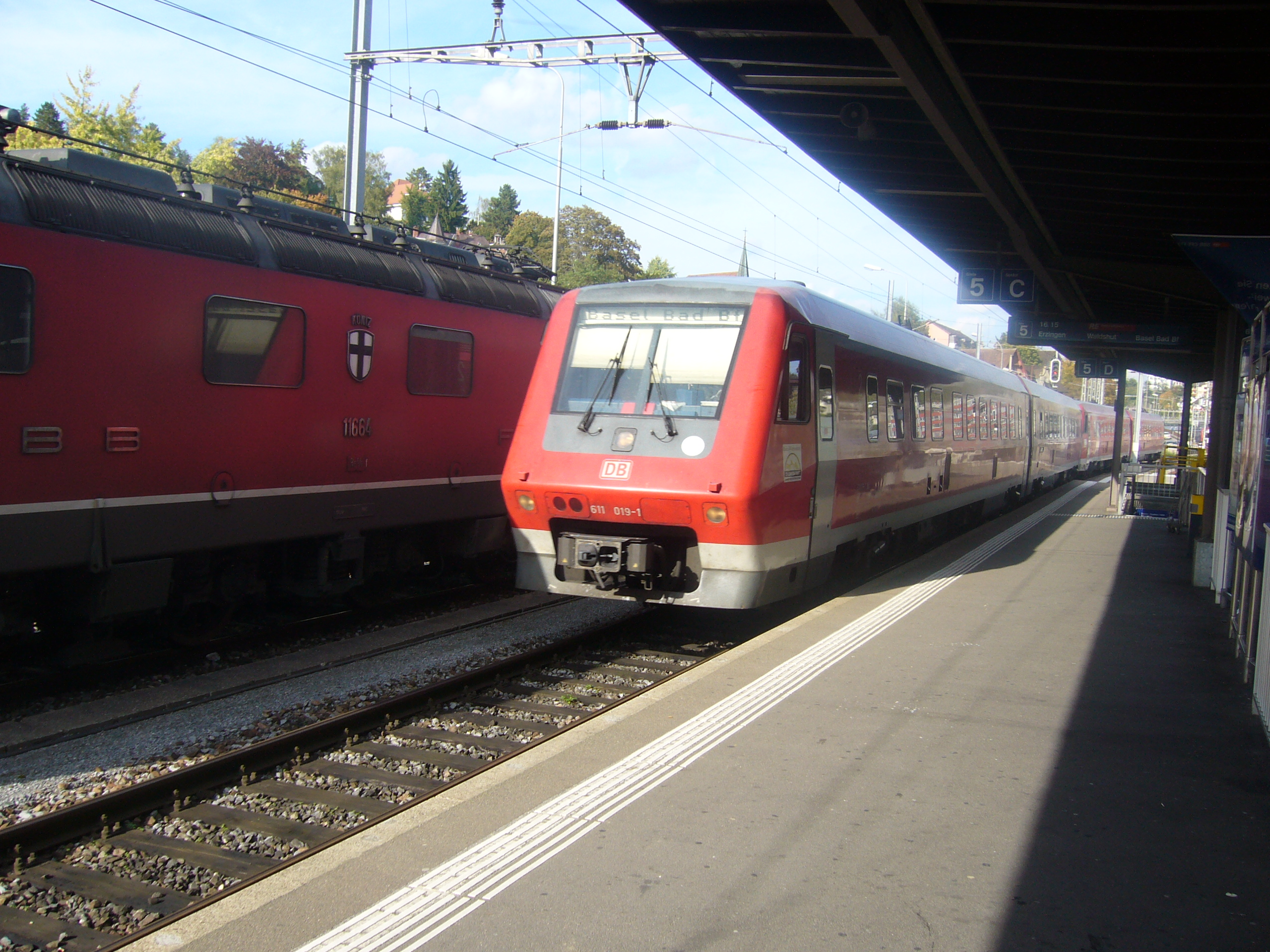
Regionalbahn (DB) na stacji Schaffhausen

Na stacji zatrzymują się pociągi Schweizerische Bundesbahnen, Deutsche Bahn, jak i Trenitalia są to składy EuroCity, Intercity-Express, InterCity, InterRegioExpress, RegioExpress, oraz osobowe (Regionalbahn).
Wybrane połączenia bezpośrednie do większych miast:
- Bazylea
- Berno
- Frankfurt nad Menem
- Konstancja
- Mediolan
- St. Gallen
- Stuttgart
- Ulm
- Wenecja
- Zurych

### S-Bahn Zürich
Przez stację przebiegają trzy linie S-Bahn Zürich.

S16 (Thayngen – Szafuza – Winterthur –) port lotniczy Zurych – Zurych – Herrliberg-Feldmeilen (– Meilen)

S22
Bülach – Szafuza – Singen (Hohentwiel) (Niemcy)

S33
Winterthur – Andelfingen – Szafuza

### S-Bahn St. Gallen
S3
St. Gallen Haggen – St. Gallen HB – Romanshorn – Kreuzlingen – Szafuza
| Schaffhausen                                 |  |                               |
| Linia Hochrhein                              |  |                               |
| Neuhausen Badischer Bahnhofodległość: 2,8 km |  | Herblingen odległość: 3,5 km  |
| Linia Rheinfall                              |  |                               |
| Neuhausenodległość: 2,22 km                  |  |                               |
| Linia Seelinie                               |  |                               |
|                                              |  | Feuerthalen odległość: 1,8 km |